# Інтер-студент
ІнтерСтудент — конкурс на кращого іноземного студента в Польщі .
Подібні конкурси проводяться також у: Білорусі, країнах Балтії, Україні, країнах Балканського Півострову, Іспанії, Чехії та країнах Великої Сімки

## Історія та особливості
Конкурс проводиться з 2009 року для іноземців, що навчаються у польських університетах. Щороку в рамках конкурсу вибирається один найкращий студент у наступних категоріях: бакалаврат, магістратура та докторантура. Зараз близько 72 тис. іноземних студентів зі 166 країн навчаються в Польщі.
Нагороди  присуджуються на урочистому заході, який проводиться щороку в різних містах.

## Переможці
| Рік  | Місце заходи                                                               | Бакалаврат | Магістратура | Докторантура |
| ---- | -------------------------------------------------------------------------- | --- | --- | --- |
| 2018 | Сілезький технологічний університет в Глівіцах                             | Айгерим Балхашбаева (Казахстан), Університет соціальних та гуманітарних наук                                                                     | Сафура Реза (Афганістан, Франція), Вроцлавський природничий університет                                                                   | Володимир Левоневський (Білорусь), Познанський економічний університет                                                       |
| 2017 | Польська художня галерея дев'ятнадцятого століття в Сукенніце (Зал Краків) | Сомья Тоттамбетті (Індія), Познанський технічний університет Вадим Мельник (Україна), Вища школа інформаційних технологій та менеджменту (Ряшів) | Омар Аль-Обейди (Швеція, Ірак), Медичний коледж Ягеллонського університету Сейед Мохаммадреза Садр (Reza) (Іран), Варшавський університет | Сабіна Бразевич (Литва), Університет імені Адама Міцкевича у Познані Анастасія Некрасова (Білорусь), Варшавський університет |
| 2015 | Європейський центр солідарності в Гданську                                 | Христина Родріґес Альварес (Іспанія) | Тімоті Манковський (Канада) | Ассеф Саллом (Сирія) |
| 2014 | Готель «Фокус» в Любліні                                                   | Віталій Смигур (Україна), Університет Марії Кюрі-Склодовської                                                                                    | Ґабрієль Карпінскі (США), Гданський медичний університет                                                                                  | Гханшямбхаи Кхатри (Індія), Ягеллонський університет.                                                                        |
| 2013 | Театр Паладій (Варшава)                                                    | Олена Варакса (Білорусь), Університет імені Адама Міцкевича у Познані                                                                            | Олександр М. Беляєв (Білорусь), [Університет Козміньского]]                                                                               | Кун Чжэн (Китай), Гірничо-металургійна академія імені Станіслава Сташиця.                                                    |
| 2012 |                                                                            | Колетт Нейман (Німеччина), Зеленогурський університет                                                                                            | Хох Хонг Хуат (Малайзія), Медичний коледж Ягеллонського університету                                                                      | Елена Над (Україна), Гірничо-металургійна академія імені Станіслава Сташиця                                                  |
| 2011 |                                                                            | Антон Комиза (Україна), Університет імені Ришарда Лазарського                                                                                    | Анна Сугияма (Японія), Варшавський університет                                                                                            | Джанлука Олчезе (Італія), Вроцлавський університет                                                                           |
| 2009 |                                                                            | Сергій Самусев (Білорусь), Університет імені Ришарда Лазарського                                                                                 | Агнешка Мацейкатец (Литва), Варшавський університет                                                                                       | Катажина Сиуда (Канада), Університет медичних наук в Познані                                                                 |

## [53]Примітки
1. ↑  Sherbakov, І.О. Золотарьова О.В. Дорохов О.В. Щербаков И.А. Золотарева А.В. Дорохов А.В. Щербаков I.O. Zolotaryova O.V. Dorokhov O.V. (2009). Досвід кафедри інформаційних систем ХНЕУ з підготовки фахівців з інформаційних технологій. Харківський національний університет Повітряних Сил ім. І. Кожедуба. OCLC 953726065. Архів оригіналу за 17 травня 2022. Процитовано 17 травня 2022.
2. ↑  К., Резмер-Плотка , (13 жовтня 2021). Restrictions of religious freedom and the implementation of neo-militant democracy rule in crisis-driven Poland. Vasyl’ Stus Donetsk National University. OCLC 1285241954.{{cite book}}:  Обслуговування CS1: Сторінки з посиланнями на джерела із зайвою пунктуацією (посилання)
3. ↑  Анатоліївна, Гуменюк, Олена (2019). Молодіжні організації в таборах інтернованої Армії Української Народної Республіки в Польщі. Польща і Україна: Проблеми та перспективи: монографія. Wydawniztwo naukowe Uniwersytetu pedagogicznego. OCLC 1102577535. Архів оригіналу за 16 травня 2022. Процитовано 16 травня 2022.
4. ↑  Polskie uczelnie stawiają na zagranicznych studentów. Na Politechnice Śląskiej w Gliwicach dyskutują o umiędzynarodowieniu studiów w Polsce [Архівовано 1 липня 2018 у Wayback Machine.] — Dziennik Zachodni
5. ↑  Информация о конкурсе. Архів оригіналу за 24 вересня 2018. Процитовано 22 вересня 2018.
6. ↑  Interstudent and Star of Internationalization prizes awarded [Архівовано 1 липня 2018 у Wayback Machine.] — Silesian University of Technology
7. ↑  Award at the INTERSTUDENT 2018 competition [Архівовано 1 липня 2018 у Wayback Machine.] — Department of Information Systems PUEB
8. ↑  Nagrody Interstudent rozdane [Архівовано 4 лютого 2018 у Wayback Machine.] — Politechnika Opolska
9. ↑  Gratulujemy laureatom konkursu INTERSTUDENT 2018 [Архівовано 1 липня 2018 у Wayback Machine.] — Fundacja Edukacyjna «Perspektywy»
10. ↑  Aigerim Balkhashbayeva Wins Interstudent 2018 Award [Архівовано 1 липня 2018 у Wayback Machine.] — SWPS University of Social Sciences and Humanities
11. ↑  Studentka wrocławskiej weterynarii z nagrodą INTERSTUDENT 2018 [Архівовано 1 липня 2018 у Wayback Machine.] — Uniwersytet Przyrodniczy we Wrocławiu
12. ↑  Гродненец стал лучшим международным докторантом в Польше, победив в конкурсе «Интерстудент-2018» [Архівовано 5 лютого 2018 у Wayback Machine.] — TUT.by
13. ↑  Mgr Włodzimierz Lewoniewski zwycięzcą konkursu INTERSTUDENT [Архівовано 6 жовтня 2018 у Wayback Machine.] — Uniwersytet Ekonomiczny w Poznaniu
14. ↑  У Польщі обирають найкращого іноземного студента 2016 р. [Архівовано 23 вересня 2018 у Wayback Machine.] — Польське радіо
15. ↑  Продолжается конкурс INTERSTUDENT 2017 [Архівовано 24 вересня 2018 у Wayback Machine.] — Университет Марии Кюри-Склодовской
16. ↑  The best foreign students in Poland awarded in the competition INTERSTUDENT [Архівовано 26 серпня 2018 у Wayback Machine.] — Science in Poland
17. ↑  COMPETITION for the best international student in Poland [Архівовано 1 липня 2018 у Wayback Machine.] — Adam Mickiewicz University in Poznań
18. ↑  Ambasadorowie polskich uczelni — INTERSTUDENT 2017 [Архівовано 1 липня 2018 у Wayback Machine.] — Forum Akademickie
19. ↑  Najlepsi studenci zagraniczni 2017 [Архівовано 1 липня 2018 у Wayback Machine.] — Uniwersytet Warszawski
20. ↑  Wyłoniono najlepszych zagranicznych studentów w konkursie INTERSTUDENT 2017 [Архівовано 1 липня 2018 у Wayback Machine.] — Biuletyn Politechniki Warszawskiej
21. ↑  Sowmya Thottambeti from PUT — the best international student in Poland[недоступне посилання з лютого 2019] — Poznań University of Technology
22. ↑  INTERSTUDENT 2017 [Архівовано 1 липня 2018 у Wayback Machine.] — Poznań City Hall
23. ↑  Interstudent 2017: Sukces studenta WSIiZ Rzeszów [Архівовано 1 липня 2018 у Wayback Machine.] — Gazeta Wyborcza
24. ↑  Vadym Melnyk — student i biznesmen wygrał konkurs Interstudent 2017 [Архівовано 1 липня 2018 у Wayback Machine.] — Gospodarka Podkarpacka
25. ↑  Vadym Melnyk najlepszym studentem zagranicznym w Polsce [Архівовано 1 липня 2018 у Wayback Machine.] — BIZNES i STYL
26. ↑  Student stomatologii zdeklasował konkurencję w Interstudent 2017 [Архівовано 1 липня 2018 у Wayback Machine.] InfoDent 24
27. ↑  Najlepszy student zagraniczny uczy się w Krakowie [Архівовано 22 січня 2018 у Wayback Machine.] — Dziennik Polski
28. ↑  Another WISP student among winners of the Interstudent award. Архів оригіналу за 3 вересня 2018. Процитовано 22 вересня 2018. [Архівовано 2018-09-03 у Wayback Machine.]
29. ↑  Reza Sadr laureatem prestiżowego konkursu Interstudent 2017 [Архівовано 1 липня 2018 у Wayback Machine.] — Wydział Psychologii Uniwersytetu Warszawskiego
30. ↑  Doktorantka UAM najlepszym studentem zagranicznym [Архівовано 1 липня 2018 у Wayback Machine.] — Uniwersytet im. Adama Mickiewicza w Poznaniu
31. ↑  В Польше выбирают лучшего иностранного студента 2016 года [Архівовано 5 вересня 2018 у Wayback Machine.] — UaLife.net
32. ↑  INTERSTUDENT 2015 — Wybrano najlepszych studentów zagranicznych w Polsce [Архівовано 1 липня 2018 у Wayback Machine.] — Perspektywy
33. ↑  Hiszpanka, Kanadyjczyk i Syryjczyk zwycięzcami konkursu Interstudent [Архівовано 2 серпня 2018 у Wayback Machine.] — Nauka w Polsce
34. ↑  Z Wrzeszcza — najlepsza studentka zagraniczna w Polsce [Архівовано 1 липня 2018 у Wayback Machine.] — Portal Miasta Gdańska
35. ↑  Studentka PG laureatką konkursu Interstudent 2015 [Архівовано 1 липня 2018 у Wayback Machine.] — Politechnika Gdańska
36. ↑  Timothy Mankowski zwyciężył w konkursie Interstudent 2015 [Архівовано 1 липня 2018 у Wayback Machine.] — Uniwersytet Medyczny w Łodzi
37. ↑  Assef Salloom, student Wydziału Filozofii KUL, najlepszym zagranicznym doktorantem w Polsce [Архівовано 3 жовтня 2018 у Wayback Machine.] — Katolicki Uniwersytet Lubelski Jana Pawła II
38. ↑  Brawa dla najlepszych studentów zagranicznych w Polsce!. Архів оригіналу за 5 вересня 2018. Процитовано 22 вересня 2018. [Архівовано 2018-09-05 у Wayback Machine.]
39. ↑  Gala INTERSTUDENT 2014 [Архівовано 1 липня 2018 у Wayback Machine.] — UMCS
40. ↑  MUG English Division student among the INTERSTUDENT finalists [Архівовано 13 червня 2015 у Wayback Machine.] — Medical University of Gdańsk
41. ↑  Najlepsza studentka zagraniczna w Polsce studiuje medycynę w Gdańsku [Архівовано 1 липня 2018 у Wayback Machine.] — TVN 24
42. ↑  Gabrielle Karpinsky — najlepsza studentka Pomorza pochodzi z USA [Архівовано 1 липня 2018 у Wayback Machine.] — Radio Gdańsk
43. ↑  Gabrielle Karpinsky: Ze szwami jest jak z jazdą na rowerze [Архівовано 1 липня 2018 у Wayback Machine.] — Dziennik Bałtycki
44. ↑  Doktorant z UJ najlepszym studentem zagranicznym w Polsce [Архівовано 1 липня 2018 у Wayback Machine.] — Uniwersytet Jagielloński
45. ↑  INTERSTUDENT 2013. Архів оригіналу за 5 вересня 2018. Процитовано 22 вересня 2018. [Архівовано 2018-09-05 у Wayback Machine.]
46. ↑  Wybrano najlepszych studentów zagranicznych w Polsce [Архівовано 1 липня 2018 у Wayback Machine.] — Student NEWS
47. ↑  Wyłoniono czwórkę najlepszych studentów zagranicznych w Polsce [Архівовано 2 серпня 2018 у Wayback Machine.] — Nauka w Polsce
48. ↑  Alena Varaksa najlepszą studentką zagraniczną w Polsce [Архівовано 1 липня 2018 у Wayback Machine.] — Gazeta Lubuska
49. ↑  INTERSTUDENT 2012. Архів оригіналу за 5 вересня 2018. Процитовано 22 вересня 2018. [Архівовано 2018-09-05 у Wayback Machine.]
50. ↑  INTERSTUDENT 2011. Архів оригіналу за 5 вересня 2018. Процитовано 22 вересня 2018. [Архівовано 2018-09-05 у Wayback Machine.]
51. ↑  INTERSTUDENT 2009. Архів оригіналу за 5 вересня 2018. Процитовано 22 вересня 2018. [Архівовано 2018-09-05 у Wayback Machine.]
52. ↑  Белорус победил в польском конкурсе «Интерстудент» [Архівовано 22 вересня 2018 у Wayback Machine.] — Студенческий сайт Беларуси
53. ↑  Пшеничний, Ю. В. (27 вересня 2011). Студентські книжкові проекти — переможці на конкурсі «Мистецтва книги». Технологія і техніка друкарства. Т. 0, № 3(33). с. 151—154. doi:10.20535/2077-7264.3(33).2011.52363. ISSN 2414-9977. Процитовано 17 травня 2022.

## [1]Посилання
- Офіційний сайт конкурсу ІНТЕРСТУДЕНТ [Архівовано 24 вересня 2018 у Wayback Machine.]

1. ↑  Павленко, Віта (31 грудня 2020). Художня освіта учнів у початковій школі Польщі. Українська полоністика. Т. 18, № 2. doi:10.35433/2220-4555.18.2020.ped-1. ISSN 2220-4555. Процитовано 27 травня 2022.